# عدی خروب
عدی خروب (عربی: عدي خروب؛ زادهٔ ۵ فوریهٔ ۱۹۹۳) بازیکن فوتبال است.
وی همچنین در تیم‌های ملی فوتبال زیر ۲۳ سال و بزرگسالان فلسطین بازی کرده‌است.

## زندگی شخصی
برادر وی، لیث خروب نیز بازیکن فوتبال است.